# Xã Healing Springs, Quận Cleburne, Arkansas
Xã Healing Springs (tiếng Anh: Healing Springs Township) là một xã thuộc quận Cleburne, tiểu bang Arkansas, Hoa Kỳ. Năm 2010, dân số của xã này là 975 người.